# ダヴィト・パヴェルカ
ダヴィト・パヴェルカ（David Pavelka、1991年5月18日  - ）は、チェコ・プラハ出身のプロサッカー選手。チェコ代表。ACスパルタ・プラハ所属。ポジションは、ミッドフィールダー

## 経歴

### クラブ
ACスパルタ・プラハのアカデミーで育成された。
2012-13シーズン冬の移籍ウインドーで、チームメイトのマルティン・フリーデクと共にルカシュ・バーハ獲得の一環としてFCスロヴァン・リベレツに移籍。2014-15シーズン、ポハール・チェスケー・ポシュスティで優勝した。
2016年1月、イスタンブールのカスムパシャSKに移籍、そこで2.5年の契約を結んだ。 トルコメディアの報道によると、移籍金は約4000万クローネ。

### 代表
2012年、U-21チェコ代表でデビュー。
A代表では、2015年9月のUEFA EURO 2016予選でカザフスタンとの試合でデビューした。UEFA EURO 2016ではスペイン戦とトルコ戦に出場した。